# Giovanni Toss
Giovanni Toss (Villa Lagarina, ... – ...; fl. XIX-XX secolo) è stato un organista e compositore italiano.

## Biografia
Dal 1874 al 1880 fu organista a Villa Lagarina. Successivamente ha ricoperto il ruolo di direttore della Società di canto di Rovereto e della Banda cittadina. È stato anche insegnante di canto al Ginnasio di Rovereto e presso le scuole elementari. 
Dal 1905 al 1914 fu insegnante di pianoforte ed organo all'Istituto magistrale maschile, presso l'Istituto dirigeva anche i saggi degli allievi. Nel 1914 fece eseguire delle sue musiche, un Valsando per archi e il Minuetto della nonna, il suo brano più noto.
Dal 1900, dopo le dimissioni di Leopoldo Untersteiner, fu organista in S. Marco a Rovereto. 
Ultimo suo concerto noto fu quello tenuto il 7 marzo 1915 al Teatro Sociale di Trento con i propri alunni delle magistrali di Rovereto, dove fece eseguire anche il suo Minuetto della nonna. 
Nel 1916 era profugo ad Innsbruck. 
Pochi anni dopo, nel 1919, rinunciava a riprendere il posto di organista in S. Marco per stabilirsi a Bolzano, dove era vivente nel 1928. Le sue musiche, alcune datate dal 1881 al 1928, e un gruppo scritto a Innsbruck nel 1917, sono per lo più brani d'occasione, o scritti per le esecuzioni scolastiche.